# Bouhy
Pour l’article homonyme, voir Jacques Bouhy.
Bouhy est une commune française située dans le département de la Nièvre, en région Bourgogne-Franche-Comté.

## Géographie

### Localisation
Le village de Bouhy est perché sur la plus haute colline de la Puisaye. Il marque la frontière entre la Nièvre et l'Yonne.

### Communes limitrophes
Les communes limitrophes sont  Ciez, Dampierre-sous-Bouhy, Entrains-sur-Nohain, Sainpuits et Treigny-Perreuse-Sainte-Colombe.

### Climat
Pour des articles plus généraux, voir Climat de la Bourgogne-Franche-Comté et Climat de la Nièvre.
En 2010, le climat de la commune est de type climat océanique dégradé des plaines du Centre et du Nord, selon une étude du Centre national de la recherche scientifique s'appuyant sur une série de données couvrant la période 1971-2000. En 2020, Météo-France publie une typologie des climats de la France métropolitaine dans laquelle la commune est exposée à un climat océanique altéré et est dans la région climatique Centre et contreforts nord du Massif Central, caractérisée par un air sec en été et un bon ensoleillement.
Pour la période 1971-2000, la température annuelle moyenne est de 10,6 °C, avec une amplitude thermique annuelle de 16,4 °C. Le cumul annuel moyen de précipitations est de 870 mm, avec 13,1 jours de précipitations en janvier et 7,4 jours en juillet. Pour la période 1991-2020, la température moyenne annuelle observée sur la station météorologique de Météo-France la plus proche, « Moutiers_sapc », sur la commune de Moutiers-en-Puisaye à 14 km à vol d'oiseau, est de 11,0 °C et le cumul annuel moyen de précipitations est de 870,3 mm. 
La température maximale relevée sur cette station est de 41,3 °C, atteinte le 25 juillet 2019 ; la température minimale est de −20,2 °C, atteinte le 6 janvier 1971,,.
Les paramètres climatiques de la commune ont été estimés pour le milieu du siècle (2041-2070) selon différents scénarios d'émission de gaz à effet de serre à partir des nouvelles projections climatiques de référence DRIAS-2020. Ils sont consultables sur un site dédié publié par Météo-France en novembre 2022.

## Urbanisme

### Typologie
Au 1er janvier 2024, Bouhy est catégorisée commune rurale à habitat très dispersé, selon la nouvelle grille communale de densité à sept niveaux définie par l'Insee en 2022.
Elle est située hors unité urbaine et hors attraction des villes,.

### Occupation des sols

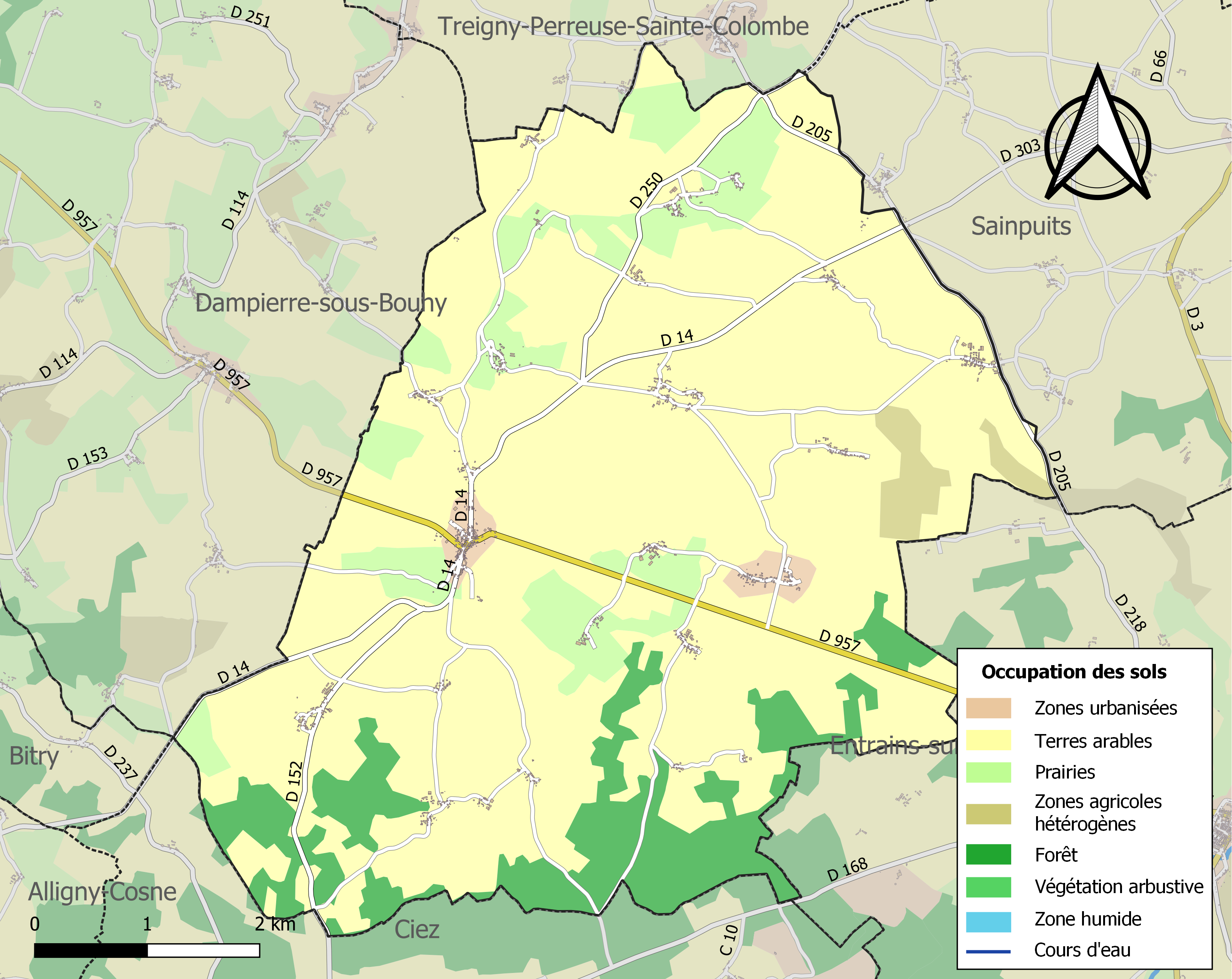
Carte des infrastructures et de l'occupation des sols de la commune en 2018 (CLC).

L'occupation des sols de la commune, telle qu'elle ressort de la base de données européenne d’occupation biophysique des sols Corine Land Cover (CLC), est marquée par l'importance des territoires agricoles (87,6 % en 2018), une proportion identique à celle de 1990 (87,6 %). La répartition détaillée en 2018 est la suivante : 
terres arables (76,2 %), forêts (11 %), prairies (9,8 %), zones agricoles hétérogènes (1,6 %), zones urbanisées (1,4 %). L'évolution de l’occupation des sols de la commune et de ses infrastructures peut être observée sur les différentes représentations cartographiques du territoire : la carte de Cassini (XVIIIe siècle), la carte d'état-major (1820-1866) et les cartes ou photos aériennes de l'IGN pour la période actuelle (1950 à aujourd'hui).

### Hameaux, villages, lieux-dits, écarts
La commune de Bouhy compte une vingtaine de hameaux et écarts : les Boulins, Forges, les Claudes, les Saujots, Cosme, Ravière, les Montagnes, Grattechien, les Marquis, Villesauge, Bois Pille, Vauvrille, Cesseigne, la Cour Girault, les Barathons, les Desruez, la Forêt, la Brosse, les Marlots, le Feslot, les Cognées, Villodoux, la Fas, la Charmée.

### Habitat et logement
En 2020, le nombre total de logements dans la commune était de 422, alors qu'il était de 403 en 2015 et de 391 en 2010.
Parmi ces logements, 54,4 % étaient des résidences principales, 32,2 % des résidences secondaires et 13,4 % des logements vacants. Ces logements étaient pour 98,3 % d'entre eux des maisons individuelles et pour 1,7 % des appartements.
Le tableau ci-dessous présente la typologie des logements à Bouhy en 2020 en comparaison avec celle de la Nièvre et de la France entière. Une caractéristique marquante du parc de logements est ainsi une proportion de résidences secondaires et logements occasionnels (32,2 %), très  supérieure à celle du département (15,2 %) et à celle de la France entière (9,7 %). Concernant le statut d'occupation de ces logements, 89,9 % des habitants de la commune sont propriétaires de leur logement (87,8 % en 2015), contre 68 % pour la Nièvre et 57,5 pour la France entière.
| Typologie                                               | Bouhy | Nièvre | France entière |
| ------------------------------------------------------- | ----- | ------ | -------------- |
| Résidences principales (en %)                           | 54,4  | 70,9   | 82,1           |
| Résidences secondaires et logements occasionnels (en %) | 32,2  | 15,2   | 9,7            |
| Logements vacants (en %)                                | 13,4  | 14     | 8,2            |

## Toponymie
On relève les formes suivantes du nom de la commune : Baugiacus (vers 600), Vicaria Balgiacus (Xe siècle), Ecclesia Sancti-Peregrini de Boiaco (1164), Bohy (1512), Boyacum (1535), Bohy-le-Tertre (1638) et Bouy (1689).
Le nom de la commune viendrait du nom d'homme gaulois Balgius et du suffixe -acum.

## Histoire

### Antiquité
Il y avait au IIIe siècle des habitations gallo-romaines sur la commune. En août 1879, un cultivateur qui labourait son champ trouva un trésor de 4 000 pièces à l'effigie des empereurs romains Claudius, Postumus, Victorinus et Tetricus, enfermées dans un vase en terre. Elles furent données au musée de Clamecy par Amédée Jullien qui les avait recueillies.

### Moyen Âge
En 596 le règlement de saint Aunaire, 18e évêque d'Auxerre (572-605), inclut Bouhy (Boüy) dans les 38 principales paroisses du diocèse.

### Temps modernes

Blason de la famille de Troussebois.

Le seigneur de Bouhy-le-Tertre (ancien nom de Bouhy) à la fin du XVIIe siècle est Philippe de Troussebois, lequel réside à Colméry (Nièvre).

### Époque contemporaine
En 1820, année du premier recensement, le nombre d'habitants de Bouhy s'élève à 1742. La commune compte un instituteur, un desservant (curé), un garde champêtre, un percepteur, un notaire, un huissier, un officier de sûreté. Les commerçants se répartissent de la façon suivante : neuf blatiers (marchands de grains), sept beurriers, quatre aubergistes, un boucher. Les artisans sont nombreux : vingt-quatre tisserands, cinq charrons, quatre couvreurs, trois cordonniers, trois couturières, trois maçons, trois meuniers, deux cardeurs, deux maréchaux-ferrants, deux menuisiers, deux tonneliers, deux charpentiers, un sabotier, un freteur (peigneur de chanvre)... Mais les professions les plus représentées sont les manœuvres (143), les laboureurs (100) et les vignerons (17). On recense également vingt propriétaires, un fermier et deux domestiques. Au total, on relève à Bouhy près de trente-cinq professions différentes. Il semble n’y avoir ni sage-femme ni médecin dans la commune.

## Politique et administration

### Rattachements administratifs et électoraux

#### Rattachements administratifs
La commune se trouve depuis 1943 dans l'arrondissement de Cosne-Cours-sur-Loire du département de la Nièvre.
Elle faisait partie depuis 1793 du canton de Saint-Amand-en-Puisaye. Dans le cadre du redécoupage cantonal de 2014 en France, cette circonscription administrative territoriale a disparu, et le canton n'est plus qu'une circonscription électorale.

#### Rattachements électoraux
Pour les élections départementales, la commune fait partie depuis 2014 du canton de Pouilly-sur-Loire
Pour l'élection des députés, elle fait partie de la deuxième circonscription de la Nièvre.

### Intercommunalité
Bouhy était membre de la petite communauté de communes Puisaye nivernaise, un établissement public de coopération intercommunale (EPCI) à fiscalité propre créé fin 1999  et auquel la commune avait transféré un certain nombre de ses compétences, dans les conditions déterminées par le code général des collectivités territoriales.
Conformément aux prescriptions de la loi de réforme des collectivités territoriales du 16 décembre 2010, qui a prévu le renforcement et la simplification des intercommunalités et la constitution de structures intercommunales de grande taille, cette intercommunalité a fusionné avec sa voisines pour former, le 1er janvier 2013, la communauté de communes Portes de Puisaye Forterre. Une seconde fusion intervient dans le cadre des dispositions de la loi portant nouvelle organisation territoriale de la République du 7 août 2015, qui prévoit que les établissements publics de coopération intercommunale (EPCI) à fiscalité propre doivent avoir un minimum de 15 000 habitants, trois intercommunalités, dont celle-ci, se regroupent pour former, le 1er janvier 2017, la communauté de communes de Puisaye-Forterre, dont est désormais membre la commune.

### Liste des maires
| Période                                  | Période                        | Identité               | Étiquette | Qualité                              |
| ---------------------------------------- | ------------------------------ | ---------------------- | --------- | ------------------------------------ |
| Les données manquantes sont à compléter. |                                |                        |           |                                      |
| 1801                                     | 1812                           | Loup-Joseph Copin      |           |                                      |
| 1812                                     | 1813                           | Edmé Millereau         |           |                                      |
| 1813                                     | 1848                           | Nicolas Morot          |           | Notaire                              |
| 1848                                     | 1855                           | Emmanuel Rimbault      |           |                                      |
| 1855                                     | 1856                           | Jean Baptiste Guillard |           |                                      |
| 1856                                     | 1889                           | Emmanuel Marie Delarue |           |                                      |
| 1889                                     | 1896                           | Jean Pierre Chabin     |           |                                      |
| 1896                                     | 1904                           | Claude-Léger Charnin   |           | Agriculteur-viticulteur              |
| 1904                                     | 1931                           | Ernest Bergery         |           |                                      |
| 1931                                     | 1931                           | D. Plançon             |           |                                      |
| 1931                                     | 1933                           | Alexandre Robillot     |           |                                      |
| 1933                                     | 1945                           | Désiré Josse           |           |                                      |
| 1945                                     | 1964                           | Jean Mathieu           |           |                                      |
| 1964                                     | 1971                           | Charles Cestre         |           |                                      |
| 1971                                     | 1997                           | Bernard Berthault      | DVD       |                                      |
| 1997                                     | mars 2001                      | Michel Quesnel         |           |                                      |
| mars 2001                                | novembre 2021                  | Jean-Michel Billebault | DVD       | Exploitant agricole Mort en fonction |
| février 2022                             | En cours (au 30 novembre 2023) | Jean-Louis Champagnat  |           | Agriculteur retraité                 |

## Démographie
L'évolution du nombre d'habitants est connue à travers les recensements de la population effectués dans la commune depuis 1793. Pour les communes de moins de 10 000 habitants, une enquête de recensement portant sur toute la population est réalisée tous les cinq ans, les populations de référence des années intermédiaires étant quant à elles estimées par interpolation ou extrapolation. Pour la commune, le premier recensement exhaustif entrant dans le cadre du nouveau dispositif a été réalisé en 2007.

En 2022, la commune comptait 427 habitants, en évolution de −5,95 % par rapport à 2016 (Nièvre : −3,28 %, France hors Mayotte : +2,11 %).
| 1793  | 1800  | 1806  | 1821  | 1831  | 1836  | 1841  | 1846  | 1851  |
| ----- | ----- | ----- | ----- | ----- | ----- | ----- | ----- | ----- |
| 1 704 | 1 413 | 1 569 | 1 742 | 1 760 | 1 719 | 1 750 | 1 755 | 1 800 |

| 1856  | 1861  | 1866  | 1872  | 1876  | 1881  | 1886  | 1891  | 1896  |
| ----- | ----- | ----- | ----- | ----- | ----- | ----- | ----- | ----- |
| 1 860 | 1 881 | 1 922 | 1 880 | 1 882 | 1 850 | 1 806 | 1 763 | 1 670 |

| 1901  | 1906  | 1911  | 1921  | 1926  | 1931  | 1936  | 1946 | 1954 |
| ----- | ----- | ----- | ----- | ----- | ----- | ----- | ---- | ---- |
| 1 546 | 1 515 | 1 517 | 1 285 | 1 217 | 1 158 | 1 016 | 961  | 881  |

| 1962 | 1968 | 1975 | 1982 | 1990 | 1999 | 2006 | 2007 | 2012 |
| ---- | ---- | ---- | ---- | ---- | ---- | ---- | ---- | ---- |
| 751  | 750  | 667  | 578  | 495  | 469  | 464  | 463  | 448  |

| 2017 | 2022 | - | - | - | - | - | - | - |
| ---- | ---- | - | - | - | - | - | - | - |
| 460  | 427  | - | - | - | - | - | - | - |

## Culture locale et patrimoine

### Lieux et monuments

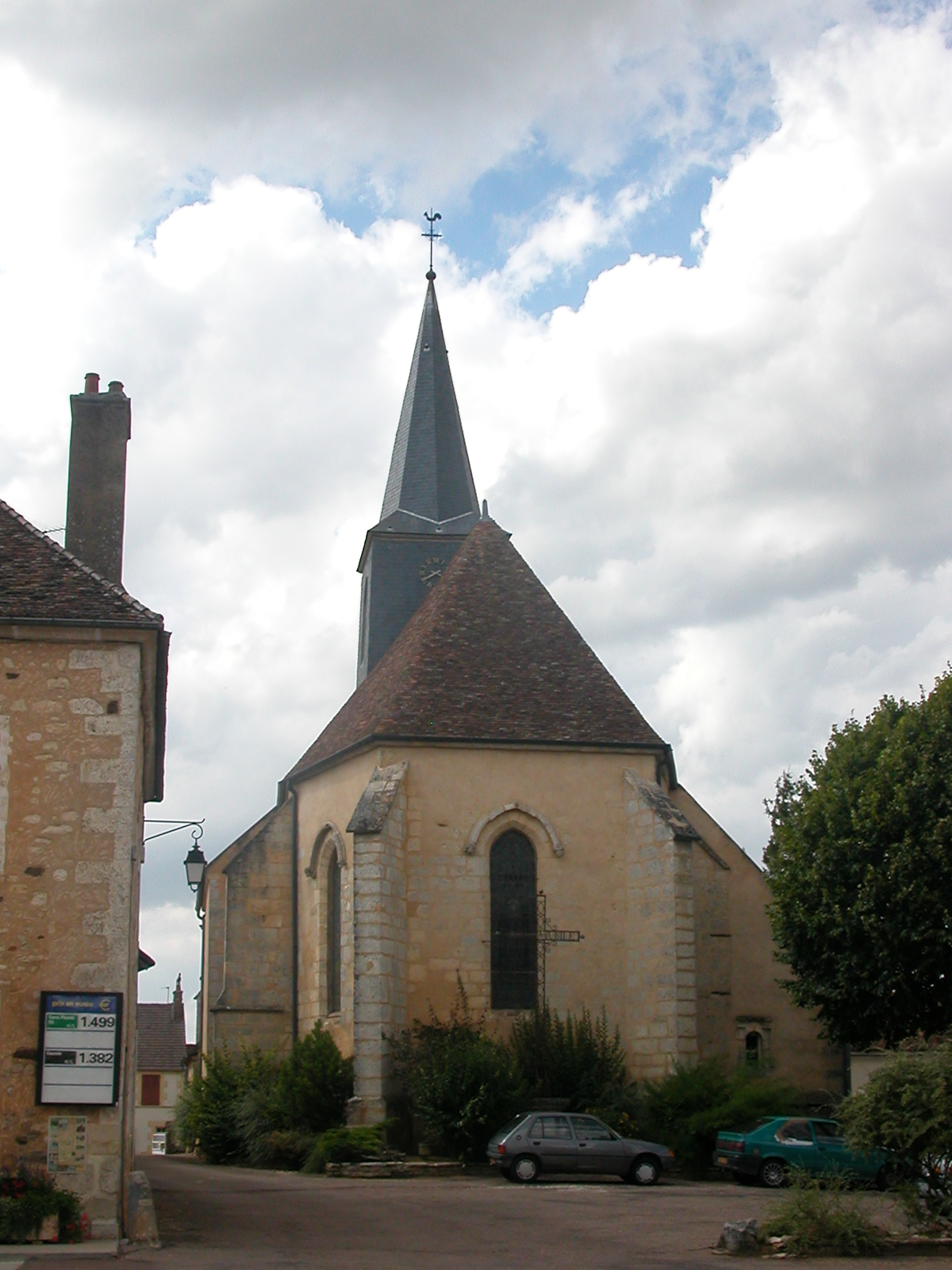
L'église Saint-Pèlerin.

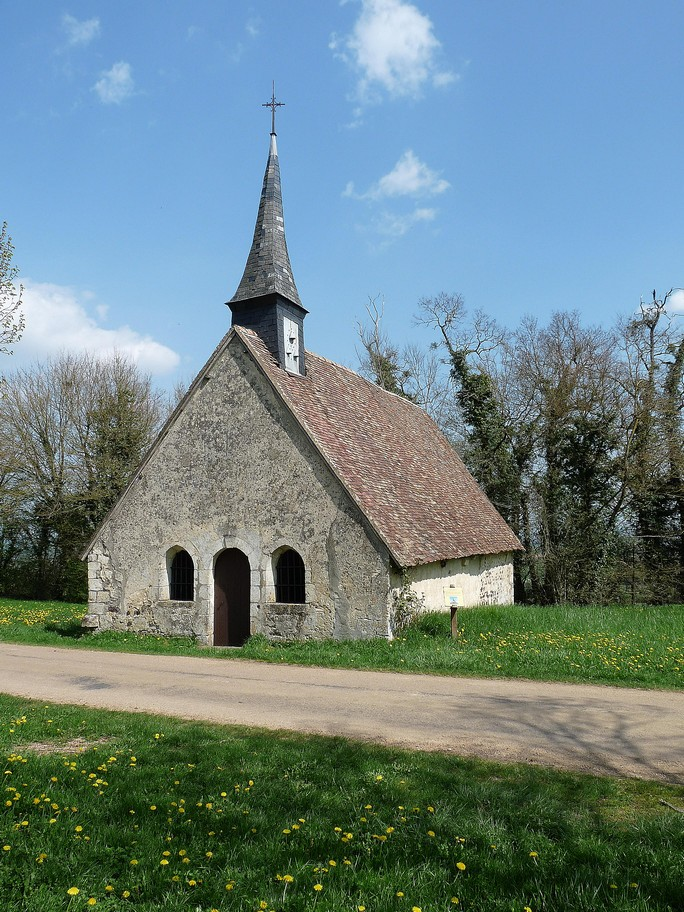
Chapelle Sainte-Anne.

La commune compte un monument historique :
- l’église Saint-Pèlerin, bâtie au XVIe siècle,  Inscrit MH par arrêté du 10 juin 1926[23].

On peut également signaler : 
- la fontaine Saint-Pèlerin ;
- la chapelle Sainte-Anne.

Par ailleurs, Bouhy a conservé deux anciens moulins à vent :
- le moulin Blot, visitable, qui a été restauré en 2006 ;
- le moulin Plançon dont la tour est bien endommagée mais qui a conservé ses bâtiments.

Le château d'eau qui trône au centre du village, à la place d'une ancienne mare, est très typique car il ressemble à la première navette spatiale française.

### Personnalités liées à la commune
- Amédée Jullien (1819-1887), peintre, auteur de plusieurs tableaux représentant le bourg et des environs, que l'on peut admirer dans les musées de Varzy, Clamecy ou Nevers.
- Paul Bert (1833-1886), médecin, physiologiste et homme politique français, est issu d'une très ancienne famille de Bouhy, village où il a passé une partie de son enfance.

## Pour approfondir